# Bernhard Elmer
Bernhard Elmer (* 25. November 1893 in Linthal; † 24. März 1961 in Muralto) war ein Politiker des Schweizer Kantons Glarus.
Elmer besuchte die Obst- und Weinfachschule in Wädenswil und wurde Weinhändler mit einer eigenen Obstkelterei. Er war ein Mitglied der Demokratischen- und Arbeiterpartei, der Vorgängerin der Kantonalsektion der SVP. 1935–41 war er der Gemeindepräsident von Linthal und 1935–47 im Landrat. Als Regierungsrat leitete er von 1947 bis 1956 die kantonale Baudirektion. In seine Amtszeit fielen die Vorbereitungen für die Bauarbeiten der Walenseestrasse und der Kraftwerke Linth-Limmern. Ab 1938 war er nebenbei im Verwaltungsrat der Braunwaldbahn. In seinem höheren Alter nahm er Wohnsitz in Minusio.